# Clark Thomas Rogerson
Clark Thomas Rogerson (ur. 2 października 1918 w Ogden, zm. 7 września 2001 tamże) – amerykański mykolog.

## Życiorys i praca naukowa
W 1940 r. ukończył studia na Uniwersytecie Utah, ale wkrótce potem został powołany do wojska i spędził trzy lata (1942–1945) na Pacyfiku podczas II wojny światowej. Służył jako sierżant techniczny w laboratorium i aptece w wojskowym szpitalu ewakuacyjnym i opiekował się internowanymi zwolnionymi na Filipinach pod koniec wojny. W latach wojny Rogerson pracował także naukowo; tworzył kolekcje roślin, grzybów, śluzowców i motyli, które wysyłał na Uniwersytet Cornella lub do Smithsonian Institution. W 1950 r. uzyskał doktorat na Uniwersytecie Cornella. W latach 1950–1957 pracował w Kansas State University, gdzie był związany z Rolniczą Stacją Doświadczalną w Kansas. W tym okresie publikował artykuły z zakresu fitopatologii, w tym o chorobach traw. W 1958 r. rozpoczął swoją karierę w Ogrodzie Botanicznym w Nowym Jorku, najpierw jako kurator botaniki roślin kryptogamicznych, następnie jako starszy kustosz i emerytowany starszy kustosz. W ogrodzie kontynuował badania i publikacje na temat taksonomii grzybów workowych, zwłaszcza Hypomyces, rodzaju grzybów pasożytujących na innych grzybach. Często pracował w terenie i zbierał grzyby w całych Stanach Zjednoczonych, zwłaszcza w Utah i Nowym Jorku, a w czasie II wojny światowej na Filipinach i Wyspach Salomona. Był przewodnikiem na wyprawach mykologicznych i niestrudzonym edukatorem hobbystów-grzybiarzy. Był wykładowcą na Uniwersytecie Columbia w Nowym Jorku, oraz w Lehman College.
Dr Rogerson był redaktorem kilku czasopism naukowych. W czasopiśmie Mycologia był redaktorem naczelnym w latach 1958–1989 oraz 1960-65. Był także redaktorem czasopism Memoirs of the New York Botanical Garden (1963-88), North American Flora (1963-88) i Flora Neotropica (1969-83). Pracował jako historyk w Mycological Society of America (1960-90) i Torrey Botanical Club (1968-89). Był prezesem MSA w 1969, członkiem American Association for the Advancement of Science i dożywotnim członkiem North American Mycological Association, Bergen Swamp Preservation Society i Utah Academy of Sciences. W 1984 roku NYBG przyznało mu nagrodę za wybitną służbę.
W nazwach naukowych utworzonych przez niego taksonów dodawane jest jego nazwisko Rogerson. Uczczono go jego nazwiskiem nazywając wiele rodzajów i gatunków grzybów, m.in. Rogersonanthus, Rogersonia, Clonostachys rogersoniana, Golovinomyces rogersonii, Pseudocercospora rogersoniana.